# Калце (Логатец)
Калце (словен. Kalce, итал. Villa Caccia di Longatico) је насељено место у општини Логатец, Средњесловенска регија, Словенија.

## Историја
До територијалне реорганизације у Словенији било је у саставу старе општине Логатец.

## Становништво
У попису становништва из 2011. године, Калце је имало 529 становника.
| Број становника према пописима | Број становника према пописима | Број становника према пописима |
| ------------------------------ | ------------------------------ | ------------------------------ |
| 1991                           | 2002                           | 2011                           |
| 250                            | 320                            | 529                            |

## Галерија
- остаци римског утврђења
- споменик руским ратним заробљеницима умрлих у Првом светском рату
- Андрејев Грич